# Первая балка
Первая балка (в верховьях — Холодная балка) — овраг и река в России, протекает по Апшеронскому и Белореченскому районам Краснодарского края.
Течёт через дубовые леса. Устье реки находится у хутора Кубанский в 11 км от устья Дунайки по левому берегу. Длина реки — 15 км, площадь водосборного бассейна — 40,1 км².

## Данные водного реестра
По данным государственного водного реестра России относится к Кубанскому бассейновому округу, водохозяйственный участок реки — Белая. Речной бассейн реки — Кубань.
Код объекта в государственном водном реестре — 06020001112108100005028.